# Omphalentedon longus
Omphalentedon longus är en stekelart som beskrevs av Girault 1915. Omphalentedon longus ingår i släktet Omphalentedon och familjen finglanssteklar. Inga underarter finns listade i Catalogue of Life.